# 旦只儿
旦只儿（13世纪—1289年），元朝大臣，蒙古答答带人。
至元七年（1270年）从征南宋四川，在马湖江大败宋军，斬首百餘級。至元九年（1272年），從征建都蠻。至元十一年（1274年），從攻嘉定府，於夾江击敗宋兵，又從攻克瀘州、敘州，進圍重慶府，击敗宋將張萬。瀘州叛元，諸軍將攻瀘州，旦只兒率军據紅米灣，击败宋军。進至安樂山，再敗宋軍，斬首五百餘級，獲四艘戰艦。在安樂山擊走宋兵，攻破石磐寨。至元十四年（1277年）春，抵瀘州，奪宋军戰艦五艘，回到安樂山，與宋军交戰，殺數十人，從諸軍攻克瀘州。張萬舉兵想要到合州，旦只兒率军千人在龍坎攻擊，斬首百餘級，張萬撤退。忽必烈賜旦只儿銀符，授管軍千戶。
從征斡端，至甘州。賜金符，陞总管。至元十九年（1282年），跟随諸王合班、元帥忙古帶率軍至斡端，大败反王兀卢。至元二十年（1283年），旦只兒率军独破反王八巴五百餘人，進副萬戶，戍守長寧軍。旦只兒擊退宋好止寨，斬首百餘級，生擒三十餘人。至元二十六年（1289年），賜金虎符，官至信武将军、平阳等路万户府达鲁花赤，去世后，其子建都不花襲职。

## 延伸阅读
[在维基数据编辑]
 《元史/卷133》，出自宋濂《元史》
 《新元史/卷154》，出自柯劭忞《新元史》